# Guilherme Antônio Werlang
Guilherme Antônio Werlang MSF (ur. 5 sierpnia 1950 w São Carlos) – brazylijski duchowny rzymskokatolicki, w latach 1999–2018 biskup Ipameri, od 2018 biskup Lages.

## Życiorys
Święcenia kapłańskie otrzymał 2 sierpnia 1979 w zgromadzeniu Misjonarzy Świętej Rodziny. Był m.in. pracownikiem kilku zakonnych seminariów, prowincjalnym promotorem powołań, koordynatorem ośrodka duszpasterskiego diecezji Jataí oraz wikariuszem biskupim.
19 maja 1999 papież Jan Paweł II prekonizował go biskupem Ipameri. Sakry biskupiej udzielił mu 17 lipca 1999 bp Anselmo Müller.
7 lutego 2018 został przeniesiony na urząd biskupa Lages.